# Camp Lazlo
Camp Lazlo is een Amerikaanse animatieserie gecreëerd door Joe Murray.
De series worden uitgezonden op het tekenfilmkanaal Cartoon Network waarvan de eerste uitzending plaatsvond op 8 juli 2005. De series draaien rond de hoofdpersonage Lazlo, een Braziliaanse slingeraap die op zomerkamp is in het kamp genaamd "Camp Kidney".

## Engelse stemmen
- Carlos Alazraqui: Lazlo
- Jeff Bennett: Raj
- Tom Kenny: Slinkman the banana slug, Scoutmaster Lumpus
- Mr. Lawrence: Edward T. Platypus

## Nederlandse stemmen
In Nederland verscheen Camp Lazlo sinds 6 januari 2006 op Cartoon Network en sinds 4 september 2006 bij de Evangelische Omroep op Zapp.
- Huub Dikstaal: Lazlo
- Jeroen Keers: Raj, Scoutmaster Lumpus
- Fred Meijer: Slinkman the banana slug, Edward T. Platypus

## Uitzending
Camp Lazlo werd uitgezonden op verschillende Cartoon Network-kanalen, terrestrische uitzendingen waaronder Nelonen in Finland, Television Espanola, Antena 3 in Spanje, Boing in Italië.